# Punct fierbinte (geologie)

Diagramă care ilustrează o secțiune transversală în care se observă litosfera Pământului (galben) și magma care urcă dinspre manta (roșu)

În geologie, punctul fierbinte (din engl. hot spot) îl reprezintă regiunea vulcanică remarcată printr-un flux termic ridicat, fiind locul în care magma este împinsă în sus din manta, creându-se astfel un vulcan.

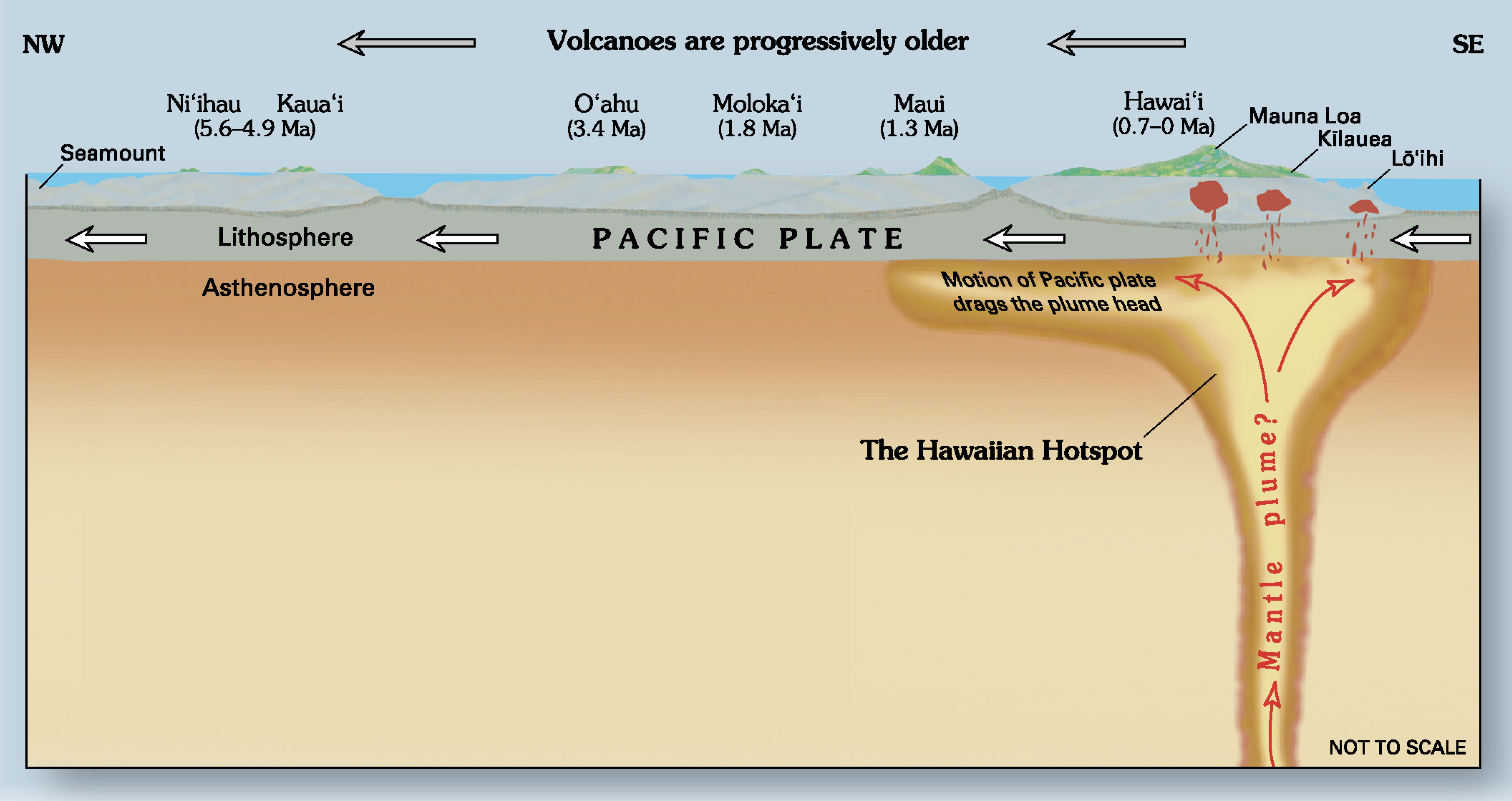
Diagramă care ilustrează modul de deplasare a plăcilor litosferice deasupra unui punct fierbinte (în cazul de faţă Hawaii)

Punctele fierbinți se pot afla lângă, în apropierea sau la depărtare de marginile plăcilor tectonice. În prezent există două ipoteze care încearcă să explice originea lor. Una sugerează că ele s-ar datora coloanelor de rocă topită care pătrund ca niște cute diapire, urcând din mantaua inferioară. O ipoteză alternativă afirmă că nu temperatura ridicată este cauza vulcanismului, ci deplasarea plăcilor litosferice, care permite pătrunderea materiei topite de la adâncimi mici. Această ipoteză consideră termenul „hotspot” ca fiind nepotrivit, afirmând că porțiunile de manta de sub ele nu sunt deloc neobișnuit de fierbinți. Cele mai cunoscute exemple includ: insulele Hawaii, Insulele Canare și zona Yellowstone.

## Galerie de imagini

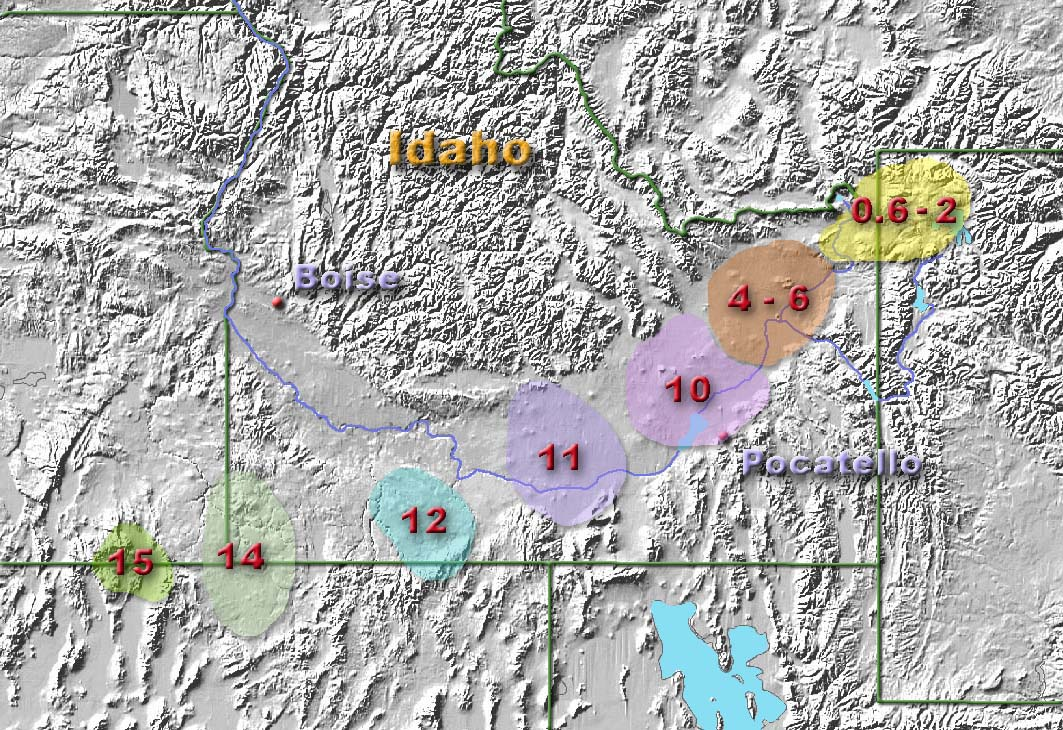
Evoluţia hotspot-ului din zona Yellowstone (în milioane ani)